# Isrosene
Isrosene är en kulle i Antarktis. Den ligger i Östantarktis. Norge gör anspråk på området. Toppen på Isrosene är 1 308 meter över havet, eller 7 meter över den omgivande terrängen. Bredden vid basen är 1,2 km.
Terrängen runt Isrosene är huvudsakligen lite kuperad. Trakten är obefolkad. Det finns inga samhällen i närheten.